# Distrikt Brunei-Muara

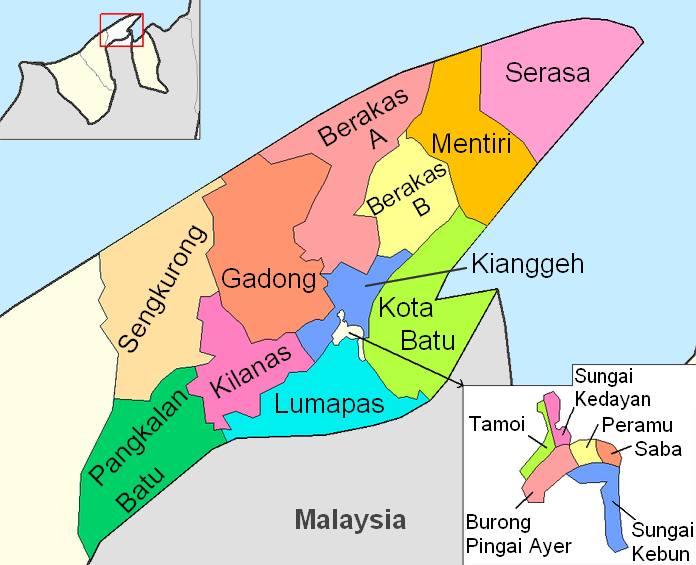
Bezirke in Brunei-Muara
(vor der Aufteilung von Gadong in A und B)

Brunei-Muara ist ein Distrikt (daerah) des Sultanates Brunei. Mit einer Fläche von 571 Quadratkilometern ist es der kleinste, mit 310.786 Einwohnern (Stand: Zensus 2021) jedoch der bevölkerungsreichste Distrikt des Landes. Bandar Seri Begawan, die Landeshauptstadt, ist zugleich die Hauptstadt des Distrikts.
Der Distrikt grenzt an das Südchinesische Meer im Norden, Brunei Bay mit dem Brunei River im Osten, den Distrikt Tutong im Westen und Malaysia im Süden.
Wirtschaftlich ist der Distrikt stark vom Hafen Muara abhängig.

## Bezirke
Der Distrikt gliedert sich in 18 Bezirke (mukim):
1. Berakas A
2. Berakas B
3. Burong Pingai Ayer – Teil des Kampong Ayer
4. Gadong A – bis 2007 Gadong
5. Gadong B – bis 2007 Gadong
6. Kianggeh
7. Kilanas
8. Kota Batu
9. Lumapas
10. Mentiri
11. Pengkalan Batu
12. Peramu – Teil des Kampong Ayer
13. Saba – Teil des Kampong Ayer
14. Sengkurong
15. Serasa
16. Sungai Kebun – Teil des Kampong Ayer
17. Sungai Kedayan – Teil des Kampong Ayer
18. Tamoi – Teil des Kampong Ayer